# 3-й Нагатинский проезд
Тре́тий Нага́тинский прое́зд (до 24 сентября 2013 года — проекти́руемый прое́зд № 3716) — проезд в Южном административном округе города Москвы на территории района Нагатино-Садовники.

## История
Проезд получил современное название 24 сентября 2013 года, до переименования назывался проекти́руемый прое́зд № 3716.

## Расположение

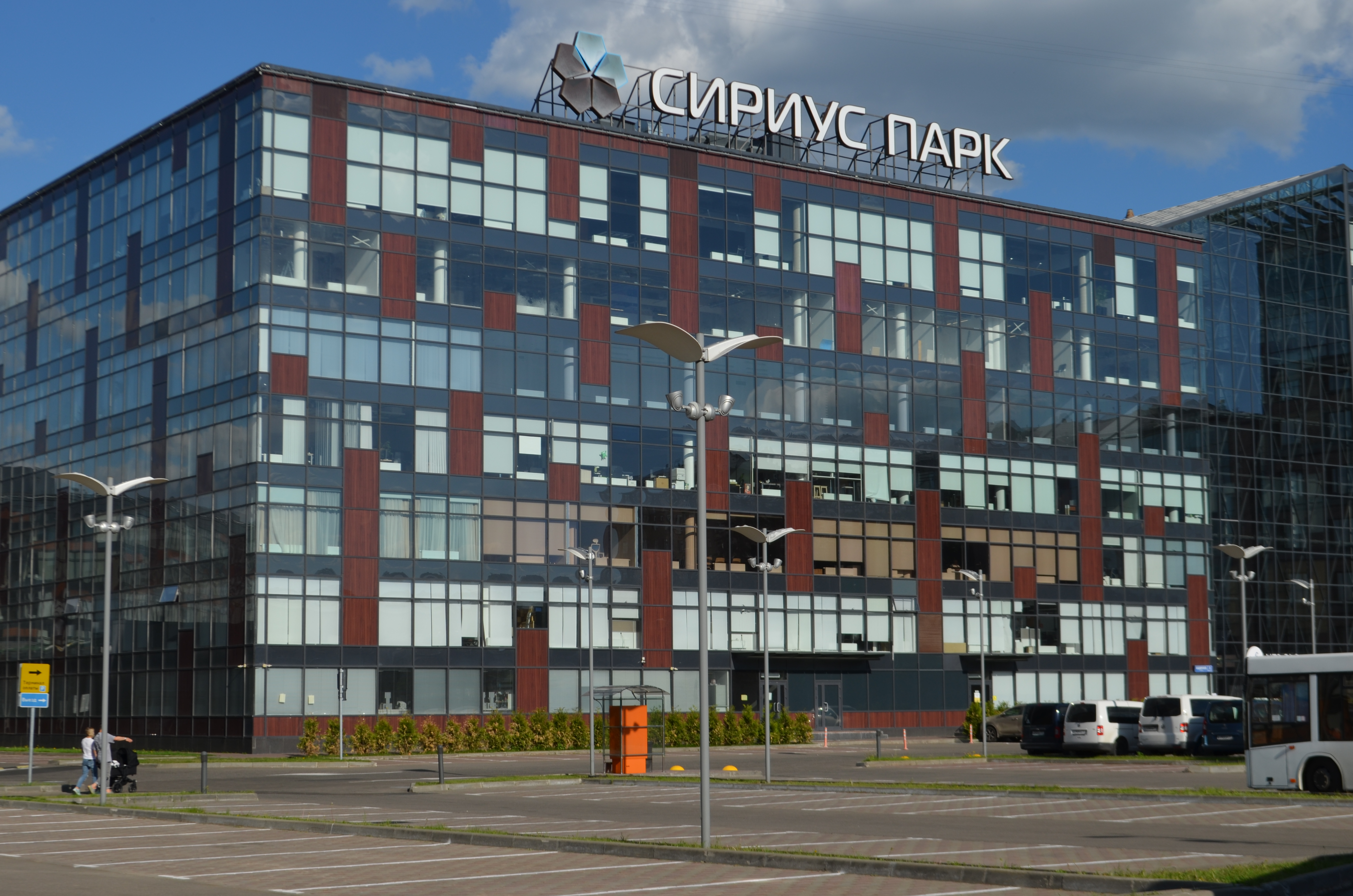
Бизнес-центр «Сириус Парк», физически расположенный в проезде, но с адресом по Каширскому шоссе

3-й Нагатинский проезд проходит от Каширского шоссе на восток, поворачивает на северо-восток и проходит до 2-го Нагатинского проезда. По 3-му Нагатинскому проезду не числится домовладений.

## Транспорт

### Наземный транспорт
По 3-му Нагатинскому проезду не проходят маршруты наземного общественного транспорта. Юго-западнее проезда расположены остановки «Хлебозаводский проезд» трамваев 3, 16, автобусов н8, м95, 965 (на Варшавском шоссе); автобусов н8, е85, м86, с806, 844 (на Каширском шоссе); северо-западнее, на Варшавском шоссе, — остановка «1-й Нагатинский проезд» трамваев 3, 16, автобусов н8, м86, м95, с806, с811.

### Метро
- Станция метро «Нагатинская» Серпуховско-Тимирязевской линии — северо-западнее проезда, на Варшавском шоссе.
- Станция метро «Нагорная» Серпуховско-Тимирязевской линии — западнее проезда, на Электролитном проезде.

### Железнодорожный транспорт
- Платформа «Нагатинская» Павелецкого направления МЖД — северо-западнее проезда, на Варшавском шоссе